# Andrin Huber
Andrin Huber (* 27. Juni 2004) ist ein Schweizer Leichtathlet, der sich auf den Zehnkampf spezialisiert hat.

## Sportliche Laufbahn
Erste internationale Erfahrungen sammelte Andrin Huber im Jahr 2022, als er bei den U20-Weltmeisterschaften in Cali mit 7398 Punkten den elften Platz im Zehnkampf belegte. Im Jahr darauf gewann er bei den U20-Europameisterschaften in Jerusalem mit 8009 Punkten die Bronzemedaille und 2024 gelangte er beim Hypomeeting in Götzis mit 7873 Punkten auf den 14. Platz. Im Jahr darauf wurde er in Götzis mit 7713 Punkten 22., ehe er bei den U23-Europameisterschaften in Bergen mit 8188 Punkten die Goldmedaille gewann.
2024 wurde Huber Schweizer Meister im Zehnkampf sowie 2025 Hallenmeister im Siebenkampf.

## Persönliche Bestleistungen
- Zehnkampf: 8188 Punkte, 18. Juli 2025 in Bergen
  - Siebenkampf (Halle): 5802 Punkte, 9. Februar 2025 in Magglingen